# Nitidoguina irianensis
Nitidoguina irianensis är en insektsart som beskrevs av Young 1986. Nitidoguina irianensis ingår i släktet Nitidoguina och familjen dvärgstritar. Inga underarter finns listade i Catalogue of Life.